# 영천초등학교 (경기)
영천초등학교(英川初等學校)는 대한민국 경기도 화성시에 있는 공립 초등학교이다.

## 학교 연혁
- 2015.03.01 영천초등학교 개교
- 2015.03.01 제1대 임종덕 교장 선생님 부임
- 2015.03.01 초등학교 6학급 편성
- 2015.03.01 병설유치원 3학급 개원
- 2015.03.02 시업식 및 입학식
- 2015.03.04 초등학교 8학급 편성
- 2015.03.05 병설유치원 입학식
- 2016.02.16 제1회 졸업식-15명 졸업
- 2016.03.01 13학급 편성
- 2016.03.16 6학년 1학급 증설

## 학교 상징
- 교화 - 목련 : 고귀함, 숭고한 정신, 자연애
- 교목 - 은행나무 : 굳은 의지, 학문정진, 강한 생명력